# Kozma Ferenc utca
Kozma Ferenc utca, ou la rue Kozma, est une rue de Budapest, située dans le quartier de Lipótváros (5e arrondissement).

## Bâtiments remarquables
La rue donne accès à un cimetière juif abritant plusieurs mausolées de grande taille.

## Personnalités liées
Le numéro 3 de la rue est le lieu de naissance du physicien nucléaire américano-hongrois Edward Teller.